# ロチャFC
ロチャ・フトボル・クルブ（スペイン語: Rocha Fútbol Club）は、ウルグアイのロチャを本拠地とするサッカークラブ。
2006年に、モンテビデオ以外に本拠地を置くクラブとして、ウルグアイで初めてコパ・リベルタドーレスに出場した。

## 歴史
1999年、ロチャ県の各都市に散在していた40ものクラブが合併して誕生。2003年に1部リーグに昇格した。